# Vrchotovy Janovice
Vrchotovy Janovice – miasteczko i gmina w Czechach, w powiecie Benešov, w kraju środkowoczeskim. Według danych z dnia 1 stycznia 2023 liczyła 1 020 mieszkańców.